# Lijst van spelers van Willem II (vrouwen)
Dit is een lijst van voetballers die minimaal één officiële wedstrijd hebben gespeeld in het eerste elftal van de Nederlandse voormalig vrouwenvoetbalclub Willem II.

## B
- Leyla Bagci
- Marjolijn van den Bighelaar
- Mayke Bressers
- Stefanie Bressers
- Cindy Burger

## C
- Niki de Cock
- Denise Coehoorn

## D
- Daniëlle van de Donk
- Petra Dugardein

## E
- Maran van Erp
- Kika van Es

## F
- Gisele Fraikin

## G
- Kelly Gilissen
- Mandy Glaudemans

## H
- Leonie Haagmans
- Stephanie Harmsen
- Roos Havermans
- Danitsja Heiligers
- Bregje van der Horst

## J
- Marlou Jacobs
- Linda de Jong
- Marleen Joore
- Maartje Joosten

## K
- Jeslynn Kuijpers
- Shirley Kocacinar

## M
- Femke Maes
- Manoe Meulen

## P
- Nikki van de Pas
- Marlou Peeters

## R
- Melissa Reuser

## S
- Renée Slegers
- Eline Sol
- Inge van Son
- Karin Stevens
- Sandra Swinkels

## T
- Elise Tak
- Marloe Thijs
- Jessica Torny

## V
- Tamara Valentijn
- Daniëlle Vermeulen
- Kirsten van de Ven
- Jette van Vlerken
- Dominique Vugts

## W
- Mauri van de Wetering
- Veerle Willekens
- Marte van de Wouw